# Масштаб цен
Масшта́б цен (англ. scale of price) — характеристика денежной системы страны, определяющая покупательную способность единицы её валюты на внутреннем рынке. В теории денег — категория, сопряжённая с функцией денег как меры стоимости. С введением масштаба цен деньги используются в качестве средства учёта, выполняя функцию счёта, а не измерения.
Для национальных денежных систем, использовавших привязку единицы валюты к условленному весовому количеству драгоценного металла (чаще всего золоту; эта финансовая политика предполагает «поддержание официальной цены золота»), категория масштаба цен тесно увязана с главным назначением (функцией) денег — мерой стоимости. В эпоху, когда каждое государство декларировало «весовое количество металла (золота или серебра), принятое в данной стране в качестве денежной единицы и её кратных частей» (определение «масштаба цен» в БСЭ, 1974 год), масштабы цен каждой пары стран соотносились пропорционально их валютным курсам, рассчитываемым по золотому содержанию.
В условиях демонетизации золота — отказа государств от поддержания официальной цены золота, имевшего место в 1971—1973 годах и повлёкшего за собой в 1976 году распад исторически последней валютной системы, основанной на золоте, Бреттон-Вудской — межстрановые сопоставления масштабов цен лишились «золотой основы», «всеобщего эквивалента». В новых условиях для этого используется приблизительный показатель паритета покупательной способности (англ. purchasing power parity); сокращённо англ. PPP, рус. ППС. Это — агрегатный показатель, в основу которого кладутся соотношения «товарных корзин» (сумм цен произвольного набора товаров, каждый из которых взятых в заданном количестве), состав которых каждый аналитик формирует самостоятельно; общего стандарта здесь нет.
Валютные курсы также в некоторой мере отражают межстрановые соотношения масштабов цен, однако при этом могут иметь место существенные отклонения и от ППС, и особенно от соотношений цен по индивидуальным парам товаров. Указанная нестабильность национальных денежных систем и международной валютной системы, отсутствие «всеобщего эквивалента», неравномерность инфляционных процессов — всё это создаёт постоянно действующие предпосылки спекуляций на валютных и кредитных рынках, отсутствовавшие в эпоху золотого стандарта.

## Масштаб цен в теории денег
До появления денег как специального «посредника» движение продукта от производителя к потребителю осуществлялось на базе счёта в «натуральных показателях». Счёт в натуральных единицах вёлся не только при распределении и перераспределении вновь созданных материальных благ между членами общества, но и в более сложных экономических отношениях — кредитовании (долг и процент фиксировались в натуре), планировании (выдача производственных заданий бригадам в Древнем Египте), распределении прибыли (торговые экспедиции в древнем Вавилоне).
Рассматривая историю возникновения денег, выделения золота из общего товарного ряда на роль «особого товара», выполняющего дополнительную функциональную нагрузку — быть деньгами — К. Маркс представил этот процесс философски, в системе абстрактных категорий «форм стоимости». В хронологической последовательности перехода от одной «формы» к другой — a) простая (единичная); b) полная (развёрнутая); c) всеобщая; d) денежная форма — золото постепенно как бы набирает «общественный авторитет и признание», и в конце концов, в денежной форме монеты приобретает особое, новое качество — быть деньгами не только в силу содержания (золото как эквивалент трудозатрат), но и формы — как монета, как знак стоимости.
Маркс обращает внимание, что на заключительном этапе, когда монета становится знаком стоимости, имеет место отрыв формы от содержания. В процессе обращения монета теряет вес — в силу естественного стирания, а также порчи (обрезания краёв, разбавления золота сплавами). С одной стороны, порченая монета содержит меньше стоимости, чем на ней надписано, но с другой, — в силу установлений властей, которые вводят монету в обращение, — граждане обязаны принимать её в своих взаиморасчётах не по весу, а по номиналу, «по названию».
И только при «международных» сделках, где перестаёт действовать национальное право (деньги выходят за пределы внутренней сферы обращения), менялы при обмене монет разных стран принимают в расчёт и фактический вес, и золотое содержание. Тем самым вне национальной сферы обращения, при выполнении функции мировых денег последние «…сбрасывают с себя приобретённые ими в этой сфере локальные формы — масштаба цен, монеты, разменной монеты, знаков стоимости — и опять выступают в своей первоначальной форме слитков благородных металлов». Мировые деньги (в смысле сказанного выше — золото, принятое по весу и пробе, без учёта того, что было «написано» на монетах) «функционируют как всеобщее средство платежа, всеобщее покупательное средство и абсолютно общественная материализация богатства вообще (universal wealth). Функция средства платежа, средства, служащего для расчетов по международным балансам, преобладает».
Порча монеты, а впоследствии и введение в обращение заведомо «неполноценных» медных монет с принудительным курсом издавна использовались князьями, королями и другими суверенными эмитентами с целью покрытия «дефицита бюджета», нехватки средств в казне. Этому предшествовал важный сдвиг в психологии масс: денежные названия весовых частей металла отделились в бытовом восприятии от аналогичных наименований мер веса(ср. с.110). Слова «фунт», «песо» (вес) начинают по-разному восприниматься в отношении денежных металлов и в отношении других товаров. «При металлическом обращении готовые названия весового масштаба всегда образуют и первоначальные названия денежного масштаба, или масштаба цен».
Наводнение денежных систем неполноценными средствами обращения рано или поздно завершалось повышением цен. В пересчёте на реальное содержание золота пропорции товарообмена по сравнению с прежней эпохой при этом значительно не изменяются; меняется (увеличивается) лишь число денежных единиц, которое сто́ит теперь товар. Иными словами, «при неизменной стоимости золота цены товаров изменяются в зависимости от того, какое количество золота по закону и фактически является основанием масштаба цен. Если золотое содержание денежной единицы уменьшается, то цены всех товаров, выраженных в ней, должны возрасти». Таким образом считалось, что свою функцию меры стоимости деньги, обращение которых было основано на золоте, выполняют тем лучше, чем неизменнее масштаб цен.